# Z magazin
A Z magazin a rendszerváltozás utáni egyik első tisztán zenei profilú havilap volt.

## A magazin jellege
1995 és 1998 között működött. Első száma 1995 decemberében jelent meg 30 ezer példányban. Az első számokhoz maxi CD-melléklet tartozott, később ezt külön lehetett megvenni, ezzel tudták leszorítani a magazin árát 198 forintra. A tinédzser korból kikerült korosztályoknak közölt pletykaszintű érdekességeket a sztárok és zenekarok életéből, de emellett elemzésekkel, interjúkkal tudósított a világ és Magyarország aktuális zenei életéről, az új stílusokról. A kor egyik legismertebb zenei szaklapja volt, amely nem kötelezte el magát egyetlen zenei irányzat mellett sem, gerincét az igényes rockzene adta, de önálló oldalak jutottak a jazznek és a komoly zenének is. A magazin kizárólag csak a zenéről szólt, eredeti interjúkat közölt, és közérthetően, nem bennfentesként, ugyanakkor átfogóan tájékoztatott. Az etalon az angol Q magazin volt.

## Kiadója és szerkesztői
Kiadója az angol tulajdonosú Budapest Magazines volt. Alapító főszerkesztője Herskovits Iván volt, aki nem sokkal amszterdami tanulmányai után vágott bele a magazin létrehozásába. Főszerkesztő-helyettesként és társszerkesztőként vett részt készítésében Márton András, a KFT együttes tagja.  Két év után Wagner Gábor vette át a magazin szerkesztését. A szerkesztőség 1077 Budapest, Wesselényi utca 4. szám alatt volt található.

## Szemelvények a tartalmából
Hiánypótlónak volt tekinthető a technotörténetről szóló sorozat a lap 1998. I-VIII. számaiban Kömlődi Ferenc tollából. A Merlin Színház 1996-ban Z Magazin-esteket tartott, amelyen többek között olyanok léptek fel, mint Fellegi Balázs és a Golden Age, Márta István, Szörényi Örs, Mandel Kvartett, Tramps, Kovács Kati és Somló Tamás.
Ebben a lapban nyilatkozott a magyar sajtóban első ízben Lionel Richie, Gloria Estefan, Jon Bon Jovi, valamint a Fleetwood Mac, a Red Hot Chili Peppers, az R.E.M., a The Doors, a The Police, a KISS és a Blur együttes. Ugyanakkor a komolyzene olyan képviselői, mint Yehudi Menuhin, Edita Gruberová és Fischer Iván. Rendszeresen publikált a magazinban többek között Jávorszky Béla Szilárd is.

## CD-mellékletei
A magazin 1996-ban ingyenes CD-mellékletet tartalmazott, ilyen formában négy maxi CD, egy válogatás CD és egy single jelent meg.